# J.League Division 2 2010
Die J.League Division 2 2010 war die zwölfte Spielzeit der japanischen J.League Division 2. An ihr nahmen neunzehn Vereine teil. Die Saison begann am 6. März und endete am 4. Dezember 2010.
Meister und damit Aufsteiger in die J.League Division 1 2011 wurde Kashiwa Reysol. Neben  stieg auch der Vizemeister Ventforet Kofu sowie der Drittplatzierte Avispa Fukuoka auf.

## Modus
Die Vereine spielten ein Doppelrundenturnier aus; somit ergaben sich insgesamt 36 Partien pro Mannschaft. Für einen Sieg gab es drei Punkte, bei einem Unentschieden einen Zähler. Die Tabelle wurde also nach den folgenden Kriterien erstellt:
1. Anzahl der erzielten Punkte
2. Tordifferenz
3. Erzielte Tore
4. Ergebnisse der Spiele untereinander
5. Entscheidungsspiel oder Münzwurf

Die drei Vereine mit den meisten Punkten stiegen am Ende der Saison in die J.League Division 1 2011 auf.

## Teilnehmer
Insgesamt nahmen neunzehn Mannschaften an der Spielzeit teil, eine mehr als in der Spielzeit zuvor. Hierbei stiegen am Ende der Vorsaison drei Vereine in die Division 1 2010 auf. Meister Vegalta Sendai verließ die Spielklasse nach sechs Jahren Zugehörigkeit, Zweitplatzierter Cerezo Osaka stieg nach drei Jahren Division 2 zum dritten Mal ins Oberhaus auf. Der Drittplatzierte Shonan Bellmare musste auf seinen zweiten Aufstieg gar zehn Jahre warten.
Die drei Aufsteiger wurden durch drei Vereine aus der Division 1 ersetzt. Besonders betroffen war die Präfektur Chiba, aus der mit dem Sechzehnten Kashiwa Reysol und dem Tabellenletzten JEF United Ichihara Chiba gleich beide ansässigen Vereine absteigen mussten; Kashiwa kehrte nach drei Jahren in die Division 2 zurück, Chiba spielte sogar noch nie in seiner Vereinsgeschichte in einer japanweiten zweiten Spielklasse. Neben den Chiba-Mannschaften „erwischte“ es zudem Ōita Trinita, die nach sieben Jahren in der Division 1 zurück ins Unterhaus verwiesen wurden.
Vervollständigt wurde das Teilnehmerfeld durch New Wave Kitakyūshū, Tabellenvierter der Japan Football League 2009. Der Verein von der Insel Kyūshū änderte nach dem Aufstieg seinen Namen in Giravanz Kitakyūshū.
| Verein                    | Stadt/Region         | Stadion                                     |
| ------------------------- | -------------------- | ------------------------------------------- |
| Avispa Fukuoka            | Fukuoka, Fukuoka     | Level-5 Stadium                             |
| Consadole Sapporo         | Sapporo, Hokkaidō    | Sapporo Atsubetsu Stadium und Sapporo Dome1 |
| Ehime FC                  | Matsuyama, Ehime     | Ningineer Stadium                           |
| Fagiano Okayama           | Okayama, Okayama     | Kanko Stadium2                              |
| FC Gifu                   | Gifu, Gifu           | Nagaragawa Ballgame Field Meadow3           |
| Giravanz Kitakyūshū       | Kitakyūshū, Fukuoka  | Honjō Athletic Stadium                      |
| JEF United Ichihara Chiba | Chiba, Chiba         | Fukuda Denshi Arena                         |
| Kashiwa Reysol            | Kashiwa, Chiba       | Kashiwa Soccer Stadium                      |
| Kataller Toyama           | Toyama, Toyama       | Toyama Athletic Recreation Park Stadium     |
| Mito HollyHock            | Mito, Ibaraki        | K's denki Stadium4                          |
| Ōita Trinita              | Ōita, Ōita           | Ōita Bank Dome5                             |
| Roasso Kumamoto           | Kumamoto, Kumamoto   | Kumamoto Athletics Stadium6                 |
| Sagan Tosu                | Tosu, Saga           | Best Amenity Stadium7                       |
| Thespa Kusatsu            | Kusatsu, Gunma       | Shoda Shoyu Stadium Gunma                   |
| Tochigi SC                | Tochigi, Tochigi     | Tochigi Green Stadium                       |
| Tokushima Vortis          | Tokushima, Tokushima | Pocarisweat Stadium                         |
| Tokyo Verdy               | Tokio                | Ajinomoto Stadium8                          |
| Ventforet Kofu            | Kofu, Yamanashi      | Kose Sports Park Stadium                    |
| Yokohama FC               | Yokohama, Kanagawa   | NHK Spring Mitsuzawa Football Stadium9      |

Bemerkungen
1. Consadole Sapporo trug sieben Heimspiele im Sapporo Atsubetsu Stadium und neun im Sapporo Dome aus. Zusätzlich dazu fand je ein Heimspiel im Muroran Irie Stadium in Muroran, Hokkaidō und im Hakodate Chiyogaidai Park Athletic Stadium in Hakodate, Hokkaidō statt.[2]
2. Fagiano Okayama trug ein Heimspiel im Tsuyama Athletics Stadium in Tsuyama aus.[3]
3. FC Gifu trug die ersten drei Heimspiele im Nagaragawa Stadium, dem Hauptstadion des Nagaragawa Memorial Park aus, der Rest der Saison wurde im benachbarten Nagaragawa Ballgame Field Meadow bestritten.[4]
4. Mito HollyHock trug ein Heimspiel im Kasamatsu Stadium in Mito aus.[5]
5. Ōita Trinita trug ein Heimspiel im Kagoshima Kamoike Stadium in Kagoshima, Kagoshima aus.[6]
6. Roasso Kumamoto trug sieben Spiele im Kumamoto Suizenji Stadium in Kumamoto aus.[7]
7. Sagan Tosu trug ein Heimspiel im Saga Athletic Stadium in Saga, Saga aus.[8]
8. Tokyo Verdy trug je zwei Heimspiele im Olympiastadion Tokio, im Nishigaoka Soccer Stadium und im Komazawa Olympic Park Stadium aus.[9]
9. Yokohama FC trug je ein Heimspiel im Olympiastadion Tokio und im Nissan Stadium aus.[10]

## Trainer
| Verein              | Cheftrainer                   |
| ------------------- | ----------------------------- |
| Consadole Sapporo   | Nobuhiro Ishizaki             |
| Mito HollyHock      | Takashi Kiyama                |
| Tochigi SC          | Hiroshi Matsuda               |
| Thespa Kusatsu      | Hiroshi Soejima               |
| JEF United Chiba    | Atsuhiko Ejiri                |
| Kashiwa Reysol      | Nelsinho Baptista             |
| Tokyo Verdy         | Ryōichi Kawakatsu             |
| Yokohama FC         | Yasuyuki Kishino              |
| Ventforet Kofu      | Kazuo Uchida                  |
| Kataller Toyama     | Hiroshi Sowa → Takayoshi Amma |
| FC Gifu             | Yasuharu Kurata               |
| Fagiano Okayama     | Masanaga Kageyama             |
| Tokushima Vortis    | Naohiko Minobe                |
| Ehime FC            | Ivica Barbarić                |
| Avispa Fukuoka      | Yoshiyuki Shinoda             |
| Giravanz Kitakyushu | George Yonashiro              |
| Sagan Tosu          | Ikuo Matsumoto                |
| Roasso Kumamoto     | Takuya Takagi                 |
| Oita Trinita        | Hwangbo Kwan                  |

## Spieler
| Verein              | Spieler |
| ------------------- | --- |
| Consadole Sapporo   | Yūya Satō (3/0), Mitsuyuki Yoshihiro (19/0), Ryūji Fujiyama (31/0), Naoki Ishikawa (31/0), Hiroyuki Nishijima (33/5), Seiya Fujita (30/3), Makoto Sunakawa (27/1), Masashi Nakayama (12/0), Hiroki Miyazawa (28/2), Yūsuke Kondō (26/3), Yoshihiro Uchimura (28/5), Ri Han-jae (2/0), Yasuaki Okamoto (17/2), Hironobu Haga (35/0), Quirino (17/2), Kazumasa Uesato (28/4), Toshiyasu Takahara (34/0), Shunsuke Iwanuma (19/0), Junki Yokono (10/0), Shūhei Hotta (2/0), Shin’ya Uehara (9/0), Hiroyuki Furuta (23/5), Park Jin-soo (2/0), Yōsuke Mikami (10/3), Jumpei Takaki (19/1), Takuma Arano (2/0) |
| Mito HollyHock      | Kōji Homma (33/0), Yūji Fujikawa (24/0), Sunao Hozaki (23/1), Yūji Sakuda (36/2), Hiroki Katō (2/0), Hideyuki Nakamura (18/0), Junki Koike (31/2), Shō Murata (29/0), Kōta Yoshihara (24/6), Masahiro Ōhashi (35/1), Keisuke Endō (34/2), Kento Shiratani (4/0), Shōta Ōtsuka (15/0), Yūki Shimada (17/0), Kōhei Shimoda (14/0), Satoshi Tokiwa (23/4), Taiki Tsuruno (1/0), Kōta Morimura (22/1), Kenta Nishioka (18/0), Ken’ichi Mori (17/0), Satoshi Nakayama (17/1), Yoshinobu Harada (4/0), Masashi Ōwada (32/3), Masato Katayama (29/6) |
| Tochigi SC          | Kunihiro Shibazaki (19/0), Yūki Okada (19/0), Yūki Ōkubo (31/3), Tōru Miyamoto (11/1), Masayuki Ochiai (5/0), Toshikazu Irie (21/0), Yūsuke Satō (16/1), Kōji Hirose (33/3), Ricardo Lobo (31/16), Kazumasa Takagi (35/2), Leonardo (10/0), Paulinho (17/2), Takumi Motohashi (24/0), Hiroyuki Hayashi (28/1), Takashi Kamoshida (6/0), Makoto Sugimoto (24/3), Choi Kun-sik (30/8), Hideyuki Akai (26/2), Takayuki Funayama (12/0), Hiroyuki Takeda (17/0), Atsushi Yoneyama (17/0), Masahiro Nasukawa (14/1), Tatsuya Onodera (5/0), Hirokazu Usami (9/0), Yeo Hyo-jin (28/0), Kōta Mizunuma (13/2) |
| Thespa Kusatsu      | Takuma Itō (5/0), Kazuyuki Toda (12/1), Kei Omoto (11/2), Jun Tanaka (28/0), Choi Sung-yong (4/0), Kazuki Sakurada (27/0), Sōtarō Sada (25/1), Rafinha (34/8), Yasunori Takada (33/4), Nozomi Hiroyama (29/0), Ryōji Ujihara (9/1), Shingo Arizono (14/0), Shingo Kumabayashi (27/2), Masafumi Maeda (11/0), Masaya Satō (10/0), Nobuhide Akiba (3/0), Takafumi Mikuriya (31/3), Ryō Gotō (20/3), Shingo Shibata (2/0), Satoshi Tokizawa (27/0), Kazuma Kita (4/0), Daisuke Kikuchi (27/4), Daiki Umei (5/0), Kōhei Yamada (18/0), Hiroyuki Sugimoto (17/0), Yūki Matsushita (33/3), Daniel (6/0), Alex (7/3), Yoshiya Nishizawa (17/0)                                                                                       |
| JEF United Chiba    | Masahiro Okamoto (14/0), Masataka Sakamoto (21/0), Alex (33/7), Mark Milligan (15/0), Kei Yamaguchi (27/1), Yūto Satō (36/5), Masaki Chūgo (8/0), Masaki Fukai (19/1), Kōhei Kudō (35/2), Takenori Hayashi (7/0), Takumi Wada (8/0), Shū Kurata (29/8), Yōhei Fukumoto (19/0), Tatsuya Yazawa (28/5), Ryō Kushino (22/0), Seiichirō Maki (13/0), Shinji Murai (4/1), Neto (29/10), Kōki Yonekura (12/5), Tsukasa Masuyama (1/0), Keisuke Ōta (18/0), Shōma Kamata (15/0), Keiji Watanabe (8/0), Daisuke Itō (11/0), Kōta Aoki (23/6), Ryōta Aoki (23/2), Takayuki Chano (24/2), Yūichi Kubo (1/0) |
| Kashiwa Reysol      | Kazushige Kirihata (2/0), Hirofumi Watanabe (2/0), Naoya Kondō (34/3), Alceu (6/0), Park Dong-hyuk (34/4), Hidekazu Ōtani (35/2), Masakatsu Sawa (26/2), Hideaki Kitajima (17/4), Franca (4/3), Leandro Domingues (32/13), Yūzō Kobayashi (29/0), Yūki Ōtsu (9/1), Minoru Suganuma (6/0), Ryōhei Hayashi (24/10), Jun’ya Tanaka (24/6), Masato Kudō (27/10), Akimi Barada (26/3), Takanori Sugeno (35/0), Wataru Hashimoto (29/0), Yōhei Kurakawa (15/1), Kōsuke Taketomi (1/1), Yūsuke Murakami (7/1), Masato Yamazaki (8/1), Ren Sengoku (1/0), Ryōichi Kurisawa (31/0), Hiroki Sakai (9/1), Kōki Mizuno (1/0), Roger (12/3)                                                                                                |
| Tokyo Verdy         | Yōichi Doi (34/0), Kensuke Fukuda (35/1), Masaki Yoshida (19/0), Naoya Saeki (30/1), Tomo Sugawara (7/0), Hiroki Kawano (29/3), Kōsei Shibasaki (35/3), Takurō Kikuoka (34/3), Taira Inoue (21/0), Seitarō Tomisawa (31/2), Shin’ichi Mukai (1/0), Kazunori Iio (31/5), Yukio Tsuchiya (35/2), Takuma Abe (20/3), Takuya Wada (10/0), Shōhei Takahashi (20/1), Toshiyuki Takagi (25/6), Kazuki Hiramoto (32/10), Takahiro Shibasaki (2/0), Kōya Shimizu (1/0), Ryōji Fukui (1/0), Yoshiaki Takagi (33/5), Yūki Kobayashi (4/0), Shūto Minami (2/1) |
| Yokohama FC         | Takuo Ōkubo (7/0), Tomonobu Hayakawa (17/1), Roberto (20/1), Kenta Togawa (15/1), Tsuyoshi Hakkaku (24/0), Keiji Takachi (32/8), Eder (19/0), Tomoyoshi Ono (11/0), Masashi Ōguro (16/12), Silvinho (11/0), Kaio (17/6), Kazuyoshi Miura (10/3), Shōsuke Katayama (7/0), Yōsuke Nozaki (14/0), Terukazu Tanaka (12/0), Kim Yoo-jin (19/0), Atsuhiro Miura (2/0), Gō Nishida (29/7), Hiroaki Namba (30/5), Masaki Watanabe (30/3), Junnosuke Schneider (17/0), Shingo Nejime (10/0), Takahiro Nakazato (2/0), Takumi Abe (16/1), Ken Hisatomi (2/0), Yūto Takeoka (21/0), Kentarō Seki (13/0), Masayuki Yanagisawa (31/0), Shin’ichi Terada (28/4), Sales (6/0), Satoshi Kukino (15/2)                                         |
| Ventforet Kofu      | Kōta Ogi (28/0), Michitaka Akimoto (32/7), Masaki Yanagawa (6/0), Hideomi Yamamoto (28/2), Daniel (32/1), Yutaka Yoshida (27/0), Katsuya Ishihara (26/0), Yūji Yabu (29/5), Yōhei Ōnishi (16/0), Ken Fujita (32/2), Maranhao (26/9), Toshihiko Uchiyama (33/4), Mike Havenaar (31/20), Paulinho (33/14), Masaru Matsuhashi (16/1), Takuma Tsuda (13/0), Kim Shin-young (20/1), Yōsuke Ikehata (2/0), Atsushi Katagiri (15/3), Hiroki Aratani (9/0), Takahiro Kuniyoshi (2/0), Yūki Koike (5/1), Naoki Hatada (1/0), Yoshifumi Kashiwa (16/1), Kazunari Hosaka (25/0) |
| Kataller Toyama     | Yūji Nakagawa (28/0), Shō Asuke (17/0), Kengo Tsutsumi (25/1), Kim Myung-hwi (17/0), Kazuya Nagayama (19/0), Yūki Hamano (27/2), Daisuke Asahi (36/7), Makoto Watanabe (20/2), Teruaki Kurobe (27/8), Kazuaki Kamizono (15/2), Yūya Nagatomi (9/0), Mitsuru Hasegawa (1/0), Kentarō Kawasaki (17/0), Hideyuki Ishida (26/3), Yūsuke Yada (20/0), Keisuke Kimoto (22/2), Kang Hyun-su (14/0), Makoto Nishino (30/0), Takuya Kokeguchi (30/5), Keisuke Naitō (3/0), Kenjirō Ezoe (10/2), Kai Hirano (14/1), Naoto Yoshii (6/0), Ryō Nojima (5/0), Yōhei Nakada (13/0), Tetsuya Funatsu (31/1), Ryōga Sekihara (6/1), Taijirō Mori (2/0), Masato Sakurai (4/0), Satoshi Hashida (5/0)                                            |
| FC Gifu             | Kyōhei Noda (33/0), Kazunori Yoshimoto (33/0), Shūto Tanaka (29/2), Shin’ya Kawashima (17/0), Hideyoshi Akita (35/0), Kazunori Kan (32/0), Park Gi-dong (8/1), Kazuki Someya (21/1), Shōgo Shimada (36/7), Takuma Nagayoshi (28/1), Yūdai Nishikawa (36/4), Shun Nogaito (24/2), Kōichi Satō (35/5), Shinji Tominari (14/0), Tomohiro Yamauchi (5/0), Tatsuya Murao (3/0), Suguru Hashimoto (17/0), Kazuki Murakami (16/0), Kazuto Sakamoto (11/0), Yūki Oshitani (29/9), Reiichi Ikegami (16/0), Ryōhei Arai (12/0) |
| Fagiano Okayama     | Masahiko Sawaguchi (27/2), Keita Gotō (28/1), Tetsushi Kondō (33/0), Yasuhiro Nomoto (12/0), Ryūsuke Senoo (9/1), Kim Tae-yeon (22/1), Hiroki Kishida (33/5), Shūgō Kawahara (30/1), Kōhei Kiyama (20/1), Seikō Yamanaka (9/0), Yūsuke Kobayashi (27/1), Ryōta Miki (15/3), Shōtarō Dei (1/0), Tadashi Takeda (2/0), Kōhei Nishino (12/2), Hidenori Mago (31/0), Hitoshi Usui (12/1), Ryūjirō Ueda (7/0), Ryō Tadokoro (30/1), Tsuyoshi Shinchū (11/0), Kōji Noda (28/1), Takashi Nishihara (1/0), Yūki Kotera (12/0), Yutaka Baba (2/0), Shingo Kukita (4/0), Takanori Chiaki (11/0), Naoyoshi Fukumoto (7/0), Naoki Miyata (3/0), Ryōtarō Hironaga (5/0), Yūta Nakano (11/0), Lee Dong-myung (19/2), Kento Shiratani (18/4) |
| Tokushima Vortis    | Hideaki Ueno (14/0), Takashi Miki (34/0), Naoki Wako (19/0), Hikaru Mita (13/0), Kentoku Noborio (14/1), Takaaki Tokushige (31/4), Kazuki Kuranuki (33/2), Kim Dong-sub (1/0), Yūsuke Shimada (30/4), Tomohiro Tsuda (31/16), Yōichirō Kakitani (34/4), Takeshi Hamada (32/3), Jun Aoyama (18/0), Kazuyuki Mugita (3/0), Toshiaki Haji (8/0), Ryūichi Hirashige (26/4), Bae Seung-jin (31/1), Oh Seung-hoon (7/0), Suguru Hino (15/0), Wataru Inoue (5/0), Takashi Hirajima (36/2), Yūya Hashiuchi (6/0), Takuya Muguruma (24/1), Douglas (13/4), Akihiro Satō (26/5) |
| Ehime FC            | Yūsuke Kawakita (13/0), Kenta Yoshikawa (4/0), Tomoya Kanamori (10/0), Kazuhito Watanabe (28/0), Alair (31/3), Daiki Tamori (22/0), Shinsaku Mochidome (22/0), Kenta Uchida (20/4), Josimar (27/4), Kengo Ishii (28/3), Eigo Sekine (35/0), Takuya Mikami (12/0), Kōhei Matsushita (11/0), Shūichi Akai (35/4), Shunsuke Ōyama (18/0), Ken’ichi Ego (7/0), Ryōsuke Ochi (31/1), Susumu Ōki (8/1), Hiromasa Yamamoto (23/0), Shōgo Kobara (26/2), Kyōhei Sugiura (35/3), Kenji Fukuda (29/7), Ryōta Takasugi (22/1), Shōhei Matsunaga (2/0) |
| Avispa Fukuoka      | Ryūichi Kamiyama (28/0), Kazuki Yamaguchi (1/0), Tatsunori Yamagata (31/1), Shū Abe (3/0), Makoto Tanaka (30/2), Daiki Niwa (35/1), Kiyokazu Kudō (32/2), Jun Suzuki (24/1), Yutaka Takahashi (22/4), Hisashi Jōgo (21/8), Yūsuke Tanaka (23/5), Tomokazu Nagira (11/0), Genki Nagasato (35/15), Kōsuke Nakamachi (35/10), Hideya Okamoto (35/3), Takanori Nakajima (30/0), Masato Yoshihara (4/0), Tetsuya Ōkubo (36/9), Yōsuke Miyaji (17/0), Kyōhei Ōyama (5/0), Toshiya Sueyoshi (31/1), Yūji Rokutan (8/0), Kenta Hiraishi (3/0), Lee Jong-min (2/0) |
| Giravanz Kitakyushu | Hiroki Mizuhara (33/0), Tatico (3/0), Takuya Itō (1/0), Satoshi Nagano (33/0), Hiroyoshi Kuwabara (28/0), Shin’ya Satō (23/1), Yūki Fuji (9/1), Tomoki Hidaka (24/0), Tomoki Ikemoto (31/2), Yūya Sano (31/2), Daisuke Miyakawa (24/1), Kazuya Kawabata (21/0), Jun Muramatsu (12/0), Wellington (28/0), Takaki Shigemitsu (21/0), Yūdai Nakashima (17/2), Tarō Hasegawa (27/0), Mitsuhiro Seki (33/2), Shōgo Tokihisa (2/0), Leonardo (16/2), Hiromichi Katano (1/0), Ryōsuke Kawanabe (19/0), Yasuaki Ōshima (34/7), Tomoaki Komorida (18/0), Takayuki Tada (5/0), Yūya Funatsu (1/0) |
| Sagan Tosu          | Taku Akahoshi (20/0), Kōsuke Kitani (33/3), Keita Isozaki (19/0), Kazuya Iio (15/1), Naoyuki Fujita (32/4), Yukihiro Yamase (21/2), Yū Etō (29/3), Yōhei Toyoda (34/13), Kim Min-woo (24/4), Yōsuke Nozaki (6/0), Terukazu Tanaka (11/0), Takuma Hidaka (23/2), Moon Joo-won (2/0), Park Jung-soo (10/0), Ryūhei Niwa (33/0), Hiroki Bandai (26/2), Hirokazu Hasegawa (16/1), Yeo Sung-hye (25/0), Takuya Muro (17/0), Kei Ikeda (24/1), Shō Shimoji (14/1), Jun Yanagisawa (10/0), Ryōta Hayasaka (36/4), Sō Morita (1/0), Kōhei Kuroki (7/0), Tsukasa Morimoto (3/0), Ryūnosuke Noda (7/0), Kim Ho-nam (4/0) |
| Roasso Kumamoto     | Cho Song-jin (8/0), Kunihiro Yamashita (1/0), Tadayo Fukuō (33/1), Taku Harada (27/0), Shōta Matsuhashi (33/7), Jun Uruno (31/4), Nozomi Ōsako (4/0), Shōtarō Ihata (16/2), Atsushi Ichimura (17/2), Daisuke Yano (32/2), Yūichi Yamauchi (9/0), Yūta Minami (36/0), Shunsuke Tsutsumi (18/0), Kōsuke Yoshii (35/0), Hironori Nishi (35/4), Kazuto Tsuyuki (34/1), Masaaki Nishimori (19/0), Yoshiki Hiraki (11/1), Fabio (20/5), Toshiya Fujita (25/2), Takumi Watanabe (25/0), Robert Cullen (18/3), Shōsuke Katayama (15/3) |
| Oita Trinita        | Seigo Shimokawa (24/0), Yūsuke Murayama (7/0), Jang Kyung-jin (15/0), Tsukasa Masuyama (11/0), Kōhei Tokita (17/1), Kōki Kotegawa (8/0), Keigo Higashi (29/6), Yasuhito Morishima (25/2), Kim Bo-kyung (27/8), Choi Jung-han (30/8), Daiki Takamatsu (18/3), Yūdai Inoue (22/3), Keisuke Shimizu (13/0), Takahiko Sumida (5/0), Shunsuke Maeda (11/0), Kazuhisa Kawahara (17/2), Yūichi Shibakoya (1/0), Ryōsuke Tone (21/2), Kōsuke Uchida (19/0), Kang Song-ho (27/0), Hiroyuki Kobayashi (14/0), Tatsuya Ikeda (10/0), Ken Matsubara (9/0), Hirotaka Tameda (5/0), Masashi Miyazawa (30/0), Yoshiaki Fujita (20/0), Takashi Umeda (26/0), Naoya Kikuchi (35/0)                                                             |

## Statistik

### Tabelle
| Pl.                    | Verein                        | Sp. | S  | U  | N  | Tore    | Diff. | Punkte |
| ---------------------- | ----------------------------- | --- | -- | -- | -- | ------- | ----- | ------ |
| 1.                     | Kashiwa Reysol (A)            | 36  | 23 | 11 | 2  | 071:240 | +47   | 80     |
| 2.                     | Ventforet Kofu                | 36  | 19 | 13 | 4  | 071:400 | +31   | 70     |
| 3.                     | Avispa Fukuoka                | 36  | 21 | 6  | 9  | 063:340 | +29   | 69     |
| 4.                     | JEF United Ichihara Chiba (A) | 36  | 18 | 7  | 11 | 058:370 | +21   | 61     |
| 5.                     | Tokyo Verdy                   | 36  | 17 | 7  | 12 | 047:340 | +13   | 58     |
| 6.                     | Yokohama FC                   | 36  | 16 | 6  | 14 | 054:470 | +7    | 54     |
| 7.                     | Roasso Kumamoto               | 36  | 14 | 12 | 10 | 039:430 | −4    | 54     |
| 8.                     | Tokushima Vortis              | 36  | 15 | 6  | 15 | 051:470 | +4    | 51     |
| 9.                     | Sagan Tosu                    | 36  | 13 | 12 | 11 | 042:410 | +1    | 51     |
| 10.                    | Tochigi SC                    | 36  | 14 | 8  | 14 | 046:420 | +4    | 50     |
| 11.                    | Ehime FC                      | 36  | 12 | 12 | 12 | 034:340 | ±0    | 48     |
| 12.                    | Thespa Kusatsu                | 36  | 14 | 6  | 16 | 036:480 | −12   | 48     |
| 13.                    | Consadole Sapporo             | 36  | 11 | 13 | 12 | 037:380 | −1    | 46     |
| 14.                    | FC Gifu                       | 36  | 13 | 6  | 17 | 032:450 | −13   | 45     |
| 15.                    | Ōita Trinita (A)              | 36  | 10 | 11 | 15 | 039:490 | −10   | 41     |
| 16.                    | Mito HollyHock                | 36  | 8  | 14 | 14 | 029:450 | −16   | 38     |
| 17.                    | Fagiano Okayama               | 36  | 8  | 8  | 20 | 027:510 | −24   | 32     |
| 18.                    | Kataller Toyama               | 36  | 8  | 4  | 24 | 039:710 | −32   | 28     |
| 19.                    | Giravanz Kitakyūshū (N)       | 36  | 1  | 12 | 23 | 020:650 | −45   | 15     |
| Stand: Ende der Saison |                               |     |    |    |    |         |       |        |

| (A) | Absteiger aus der J.League Division 1 2009:                     |
| (N) | Neuling aus der Japan Football League 2009: Giravanz Kitakyūshū |